# Uri Basza
Uri Basza – izraelski goalballista, uczestnik Letnich Igrzysk Paraolimpijskich 1988 i Letnich Igrzysk Paraolimpijskich 1992.
Na igrzyskach w 1988 roku, uplasował się na siódmym miejscu. Na następnej paraolimpiadzie, także zajął siódme miejsce. Ponadto, w Barcelonie zdobył 10 goli i grał przez ponad 80 minut (w sześciu spotkaniach).
W 2012 roku, Basha strzelił dwa gole na Mistrzostwach Europy w Goalballu (dywizja B), gdzie Izraelczycy uplasowali się na czwartym miejscu.